# Ischnobracon xanthoflagellaris
Ischnobracon xanthoflagellaris is een insect dat behoort tot de orde vliesvleugeligen (Hymenoptera) en de familie van de schildwespen (Braconidae). De wetenschappelijke naam van de soort werd voor het eerst geldig gepubliceerd door Quicke & Butcher in 2010.